# アレクサンドラ・マンリー

Våben for grevinden af Frederiksborg.

Alexandras monogram

アレクサンドラ・ア・フレゼリクスボー（デンマーク語: Alexandra af Frederiksborg, Alexandra Christina, grevinde af Frederiksborg、1964年6月30日 - ）は、元デンマーク王族。女王マルグレーテ2世の次男ヨアキム王子の前妃。旧姓はマンリー （Manley）。現在の爵位はフレゼリクスボー伯爵（grevinde af Frederiksborg）。

## 略歴
香港出身のイギリス人。父方の祖父はイギリス人と中国人の両親の間に生まれた。祖母はフランス人。父はイギリス人。母はチェコ人の血を引くオーストリア人。高校をして卒業する迄は香港で教育を受けた。学校名は明かされていないが、オーストリア、日本、イギリスの大学で学んだ。
香港の投資信託会社のマネージャーをしていた1994年頃、やはり香港の海運会社に勤務していたヨアキム王子と出会い、1995年11月18日にフレゼリクスボー城で挙式した。アジア人初のヨーロッパ王室入り、しかも王子より5歳年上の姉様プリンセスと、大きな話題となった。ヨアキム王子との間にはニコライ王子（1999年 – ）とフェリックス王子（2002年 – ）の2男をもうけている。
結婚後は21ものチャリティーの後援者となり、デンマーク・ユニセフの総裁も務め、さまざまな公務を王族としてこなした。その外向的で明るく気さくな性格や、洗練されたファッション感覚とも相まって、アレクサンドラは「アレックス」の短縮形で国民に広く親しまれた。また父とは英語、母とはドイツ語を話しながら育ったことから、ドイツ語と文法が近いデンマーク語をいち早くマスターし、結婚後数年でほとんど訛りのない流暢な会話ができるまでに上達した。これは当時、舅でフランス貴族出身のヘンリク殿下（2018年薨去）のデンマーク語に訛りがあることと比べられ、デンマーク国内で非常に好意的に受け止められた。
しかし2004年夏頃からヨアキム王子との不仲が噂されるようになり、同年9月16日にヨアキム王子との離婚を前提とした別居が王室から発表された。2005年4月8日に正式に離婚が成立、デンマーク王室では1846年（王太子時代のフレデリク7世とカロリーネ王太子妃の離婚）以来の離婚となった。離婚後女王は、アレクサンドラにふたりの王孫の養育権を認め、新たに彼女をフレゼリクスボー伯爵（Grevinde af Frederiksborg）に叙爵した。またデンマーク議会は彼女に対して、将来の再婚の有無にかかわらず生涯にわたって王室費（2007年当時で年190万DKK）を支給することを可決した。離婚の原因としてさまざまな臆測が流れたが、ふたりの王子のためにヨアキム王子とは離婚後も友好関係を保っている。また、ヨアキム王子の現在の妃マリーともお互いの子どもやヨアキム王子を交えて出かけることもある。
アレクサンドラには離婚後も「殿下」の敬称と「プリンセス」の称号を公式に用いることが認められていたが、2007年3月3日に王室カメラマンで14歳年下のマーティン・ヨアンセン (Martin Jørgensen) と再婚したことによりこれを喪失した他、王族としての免税特権を失った。現在は自身の爵位であるフレゼリクスボー伯爵として、デンマーク貴族の一員である。2015年9月、アレクサンドラとヨアンセンの離婚が公表された。
2007年からは、医薬品製造会社ファーリング・ファーマ社のデンマークでの取締役を務めている。

## 子女
- ニコライ・ウィリアム・アレクサンダー・フレデリク（1999年 – ）
- フェリックス・ヘンリク・ヴァルデマー・クリスチャン（2002年 – ）